# Vishnu
Vishnu of Visjnoe (IAST viṣṇu, Devanagari विष्णु ), ook Narayana, Vasudeva, Mádhava en Trikrama (drie stappen) genoemd, is binnen de Trimurti het onderhoudende, zorgzame of beschermende aspect van God in de schepping. Vishnu is het aspect van God dat alle dingen in het universum doordringt en onderhoudt. Het scheppende of creatieve deel van God wordt verbeeld door Brahma en het transformerende of vernietigende aspect door Shiva. Op Bali werden Shiva en Vishnu soms vereerd als één god. Voor de Vaishnavas (Vishnuvereerders) is Vishnu de beschermergod.
Samen met zijn gezellin Lakshmi, de liefdesgodin, heeft Vishnu als nakomeling Kamadeva.

## Mythologische weergave
Vishnu wordt meestal afgebeeld al zittend op een grote adelaar, Garoeda, samen met zijn vrouw Lakshmi, de godin van overvloed, schoonheid en geluk. Vishnu wordt dan zwart of blauw afgebeeld met vier armen, waarmee hij een dungkhar, een lotusbloem, een discus en een knuppel vasthoudt, die diverse eigenschappen van deze god verbeelden.
Vishnu wordt binnen het Vaishnavisme gezien als de oergodheid, waaruit de hele schepping en alle andere goden voortgekomen zijn. In die hoedanigheid wordt hij vaak afgebeeld tijdens het karnen van de oceaan van melk, onderdeel van het scheppingsproces. Zijn blauwe keel (Nilakantha) komt van het gif Halahala, vrijgekomen bij het karnen.

## Avatars
Volgens bepaalde hindoestromingen (met name binnen het Vaishnavisme) zou Vishnu tien keer op aarde komen in de vorm van tien zogenaamde avatars (incarnaties van God), om de wereld en de mensheid in verschillende perioden van de geschiedenis van de ondergang te redden. De tien avatars van Vishnu zijn volgens deze stromingen:
1. Matsya, de vis
2. Koerma, de schildpad
3. Varaha, het wilde zwijn
4. Narasimha, de man-leeuw
5. Vamana, de dwerg
6. Parashurama, de krijger
7. Rama, de ideale zoon, man en koning
8. Krishna, koeienherder, vertelt de wijze van het leven
9. Boeddha
10. Kalki, de ruiter op het witte paard, de enige incarnatie die nog moet komen

De twee belangrijkste van deze avatars in het tegenwoordige Vaishnavisme zijn Krishna en Rama.

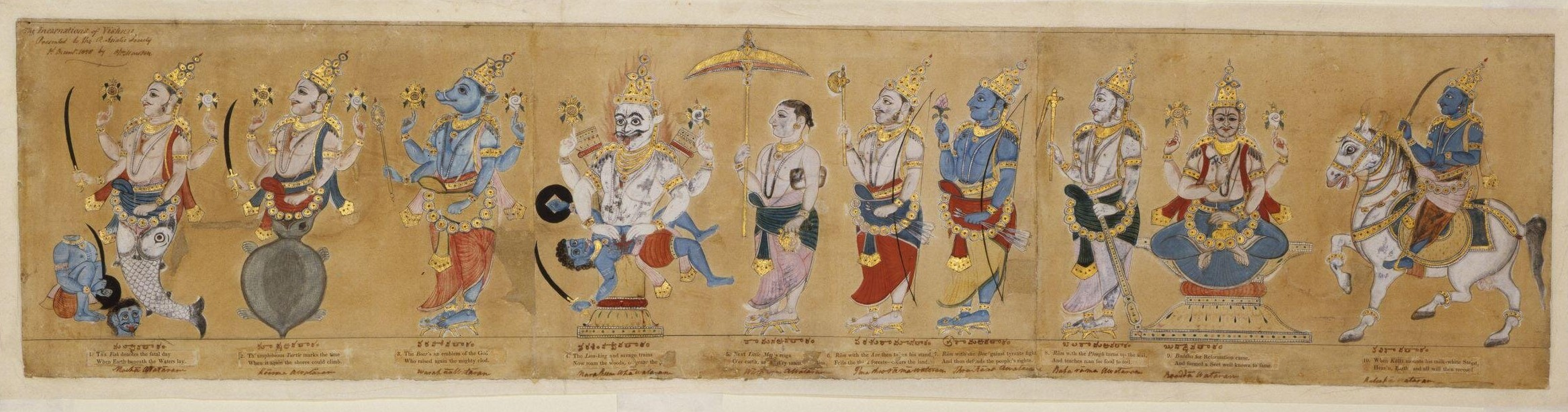
De tien avatars van Vishnu

## Afbeeldingen

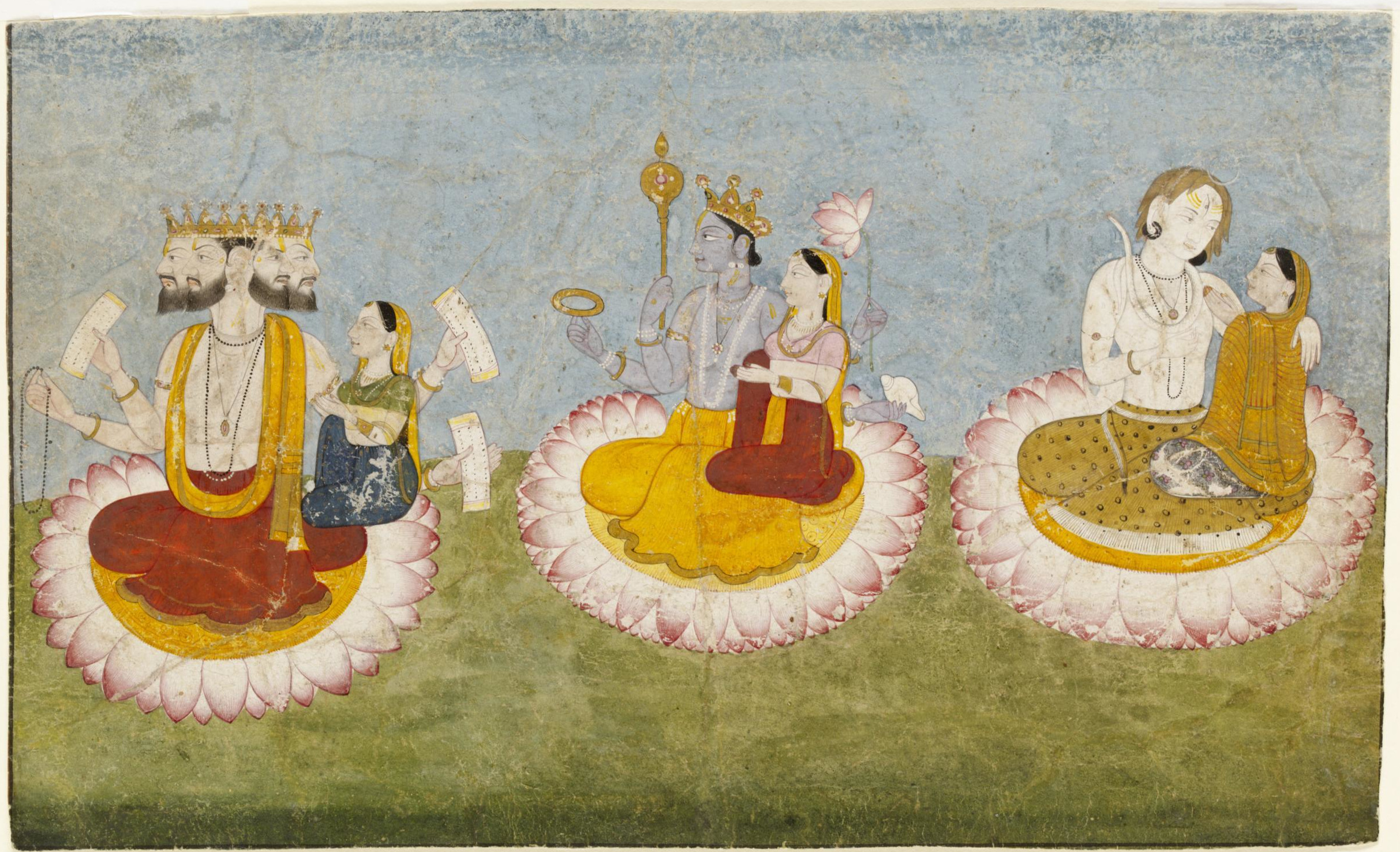
Brahma, Vishnu en Shiva zitten samen met hun respectievelijke partner Sarasvati, Lakshmi en Parvati elk op een lotusbloem, ca. 1770
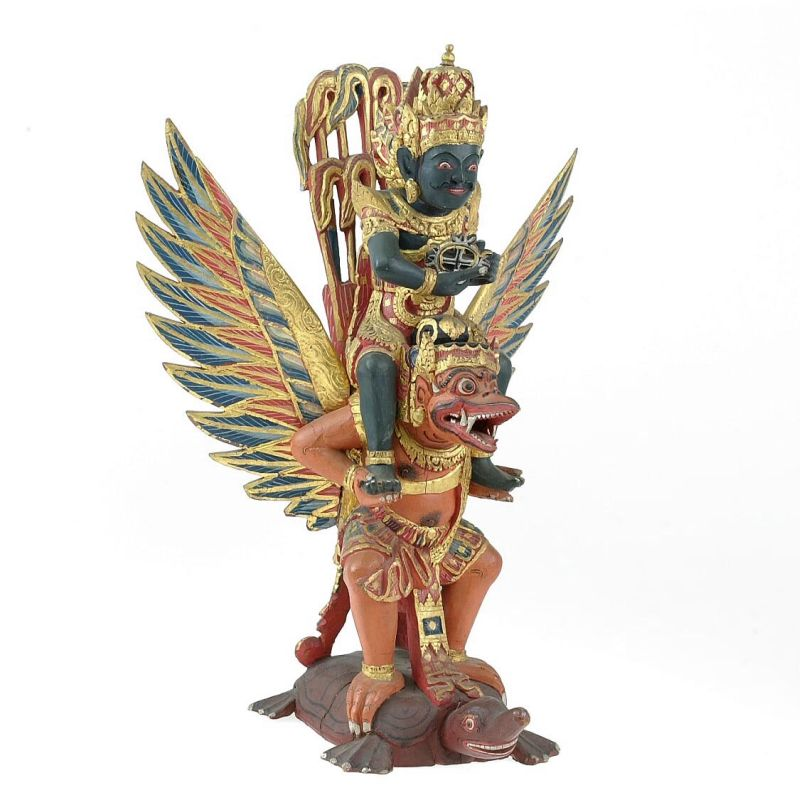
Vishnu zit op Garoeda die op Badawang staat, Wereldmuseum Amsterdam
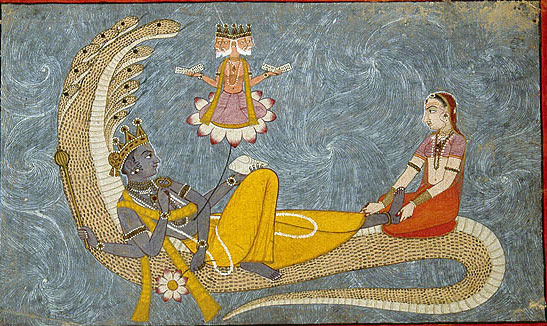
Vishnu zit op de slang Shesha, terwijl Lakshmi zijn voeten masseert en de vierhoofdige Brahma geboren wordt uit Vishnu's navel, 1780-1790
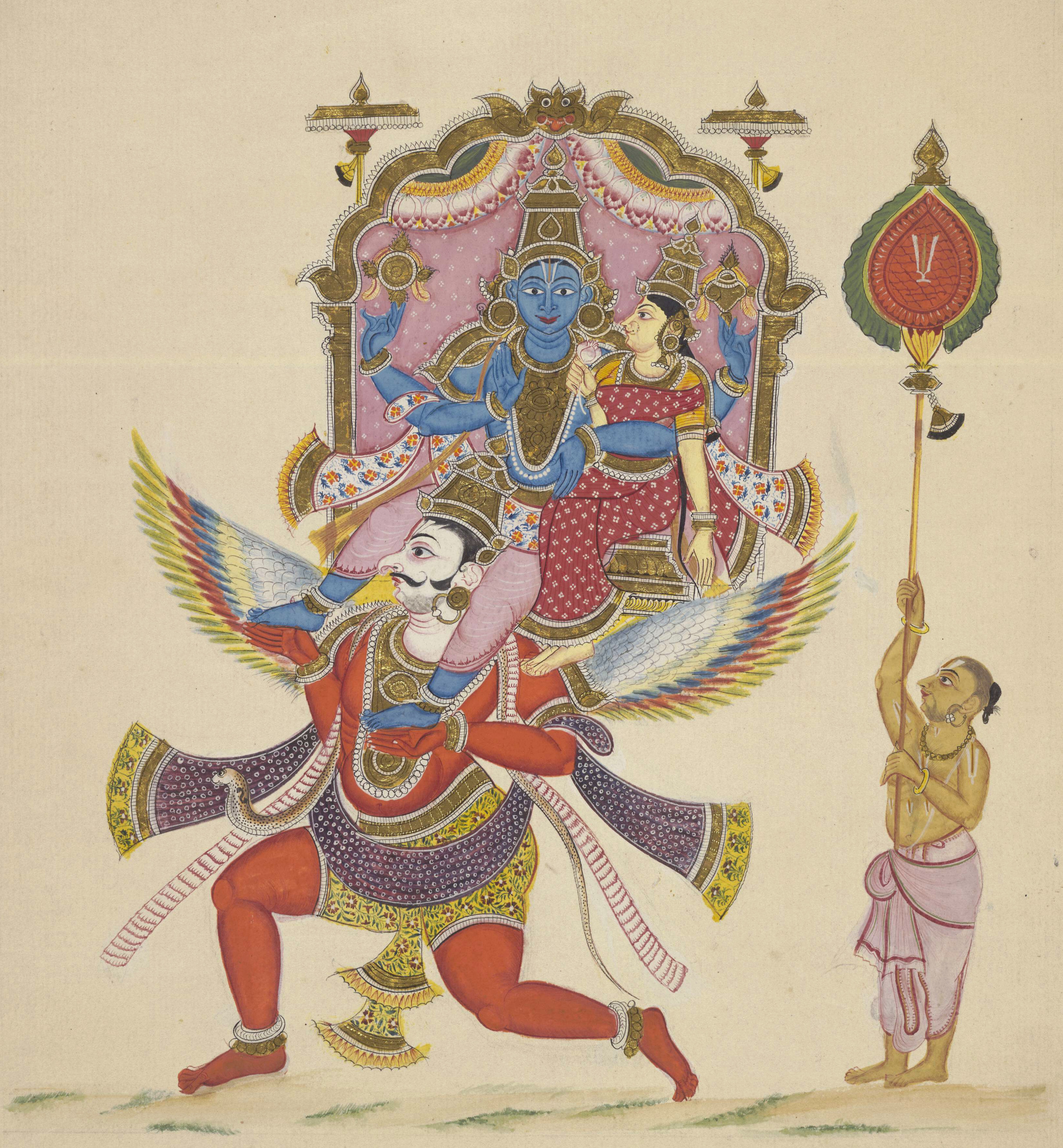
Garoeda draagt Vishnu en Lakshmi, ca. 1820
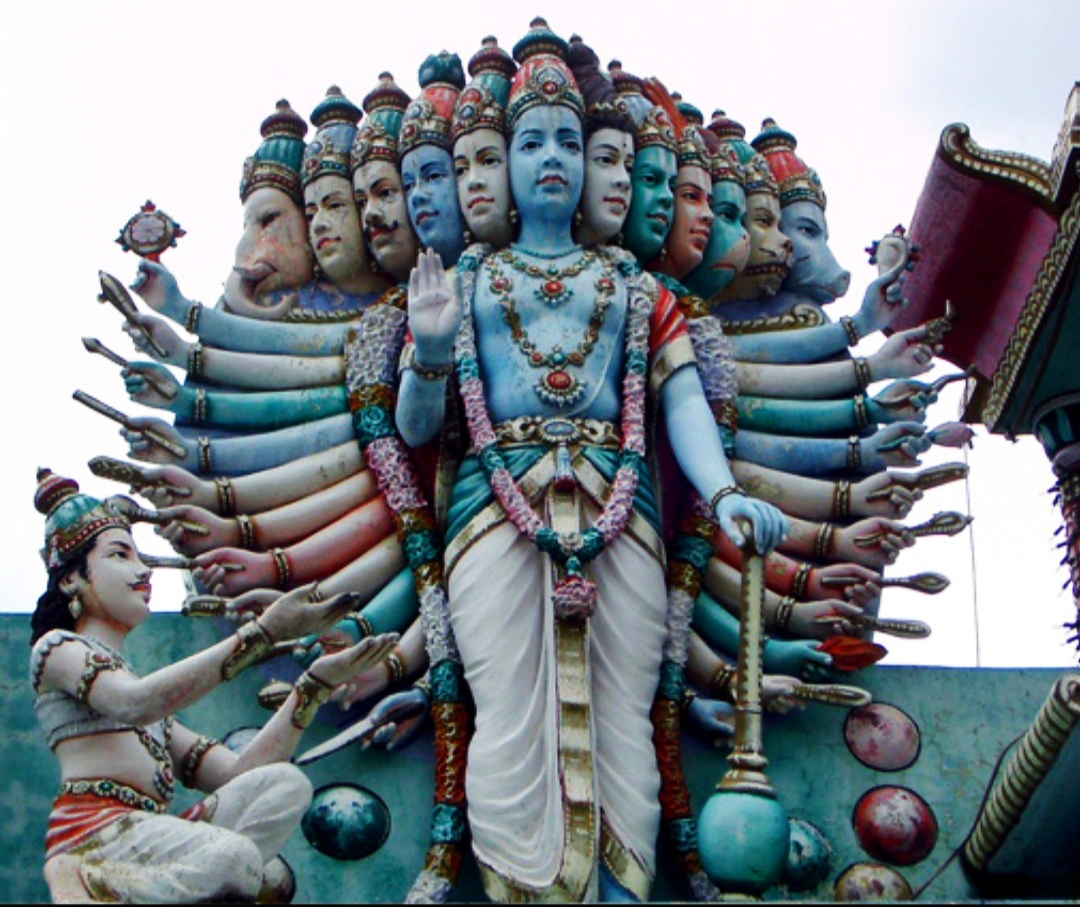
Op verzoek van Arjoena toont Krishna (in de gedaante van Vishnu) hem zijn ware gedaante met elf extra hoofden en elf paar extra armen